# Tour des Émirats arabes unis 2025
Pour la course féminine, voir Tour des Émirats arabes unis féminin 2025.
Le Tour des Émirats arabes unis 2025 (officiellement UAE Tour 2025) est la 7e édition du Tour des Émirats arabes unis organisée du 17 au 22 février 2025. La course comprend sept étapes et fait partie de l’UCI World Tour 2025.

## Parcours
La course comprend sept étapes, dont deux arrivées au sommet (Jebel Jais et Jebel Hafeet) et un contre-la-montre individuel. Avec un total de 3 500 mètres de dénivelé concentré principalement dans les étapes de montagne, cette édition s'annonce promise aux favoris habituels du classement général.
L'étape 1 sera dans le désert, marquée par des routes larges et droites dans sa première partie, avant de rejoindre la zone de dunes autour de Liwa. Les coureurs effectueront deux tours sur la piste cyclable de la dune Moreeb, où des pentes raides et exigeantes ajoutent du défi. L’arrivée à Liwa se fait sur une montée à 5 %.
L'étape 2 est un contre-la-montre individuel rapide et plat sur l’île d’Al Hudayriyat. Ce parcours technique avec des virages à angle droit et deux demi-tours mettra en avant les spécialistes du chrono. 
L'étape 3 est la première étape de montagne, avec une longue montée finale vers Jebel Jais (20 km, pente moyenne de 5 %). Les deux derniers kilomètres atteignent 7 %, offrant une opportunité aux grimpeurs de faire la différence. 
L'étape 4 traverse plusieurs Émirats, reliant Fujairah à Umm al Quwain via des routes désertiques. Le vent et le sable pourraient jouer un rôle important, avant une arrivée sur une large avenue propice aux sprinteurs. 
L'étape 5 est urbaine et relie plusieurs sites emblématiques de Dubaï, tels que la piste cyclable Al Qudra et le Dubai Safari Park. Le parcours est rapide et rectiligne, idéal pour un sprint final. 
L'étape 6 est un circuit autour d'Abu Dhabi, traversant des lieux emblématiques comme l'île de Yas et Qasr Al Hosn. Cette étape devrait également se conclure par un sprint massif sur une large avenue. 
La 7e étape est l'étape reine de l’UAE Tour, avec une ascension finale de 10 km vers Jebel Hafeet. Les pentes atteignent 11 % par endroits, faisant de cette montée un juge de paix pour le classement général.

## Équipes
| WorldTeams (15)- Decathlon AG2R La Mondiale Team - EF Education-EasyPost - Intermarché-Wanty - Lidl-Trek - Movistar Team - Red Bull-BORA-hansgrohe - Soudal Quick-Step - Team Picnic-PostNL - Team Visma \| Lease a Bike - UAE Team Emirates XRG - Alpecin-Deceuninck - Bahrain-Victorious - Ineos Grenadiers - Team Jayco AlUla - XDS Astana Team ProTeams (5)- Israel-Premier Tech - Lotto - Solution Tech-Vini Fantini - Tudor Pro Cycling Team - VF Group-Bardiani CSF-Faizanè |
| |

## Étapes
| Étape     | Date    | Villes étapes                          | type                        | Distance (km) | Vainqueur d'étape | Leader du classement général |
| --------- | ------- | -------------------------------------- | --------------------------- | ------------- | ----------------- | ---------------------------- |
| 1re étape | 17 fév. | Madinat Zayed – Liwa                   | étape de plaine             | 138           | Jonathan Milan    | Jonathan Milan               |
| 2e étape  | 18 fév. | Al Ḩudayriyāt – Al Ḩudayriyāt          | contre-la-montre individuel | 12,2          | Joshua Tarling    | Joshua Tarling               |
| 3e étape  | 19 fév. | Ras el Khaïmah – Jabal Bil Ays         | étape de montagne           | 179           | Tadej Pogačar     | Tadej Pogačar                |
| 4e étape  | 20 fév. | Qadfa – Oumm al Qaïwaïn                | étape de plaine             | 181           | Jonathan Milan    | Tadej Pogačar                |
| 5e étape  | 21 fév. | Université américaine de Dubaï – Dubaï | étape de plaine             | 160           | Tim Merlier       | Tadej Pogačar                |
| 6e étape  | 22 fév. | Abou Dabi – Abou Dabi                  | étape de plaine             | 167           | Tim Merlier       | Tadej Pogačar                |
| 7e étape  | 23 fév. | Al-Aïn – Jebel Hafeet                  | étape de montagne           | 176           | Tadej Pogačar     | Tadej Pogačar                |

## Déroulement de la course

### 1reétape
| \| Classement de l'étape \| Classement de l'étape \| Classement de l'étape \| Classement de l'étape \| Classement de l'étape \| \| Coureur \| Coureur \| Pays \| Équipe \| Temps \| \| --------------------- \| --------------------- \| --------------------- \| ----------------------- \| --------------------- \| \| 1er \| Jonathan Milan \| Italie \| Lidl-Trek \| 3 h 31 min 34 s \| \| 2e \| Finn Fisher-Black \| Nouvelle-Zélande \| Red Bull-Bora-Hansgrohe \| + 0 s \| \| 3e \| Tobias Lund Andresen \| Danemark \| Team Picnic-PostNL \| + 0 s \| \| 4e \| Lennert Van Eetvelt \| Belgique \| Lotto \| + 0 s \| \| 5e \| Oscar Onley \| Royaume-Uni \| Team Picnic-PostNL \| + 0 s \| \| 6e \| Aaron Gate \| Nouvelle-Zélande \| XDS Astana Team \| + 0 s \| \| 7e \| Harold Tejada \| Colombie \| XDS Astana Team \| + 0 s \| \| 8e \| Lionel Taminiaux \| Belgique \| Lotto \| + 0 s \| \| 9e \| Phil Bauhaus \| Allemagne \| Bahrain Victorious \| + 0 s \| \| 10e \| Tadej Pogačar \| Slovénie \| UAE Team Emirates XRG \| + 0 s \| |                      |                  |                         |                 |
| |                      |                  |                         |                 |
| |                      |                  |                         |                 |
| Classement de l'étape |                      |                  |                         |                 |
| Coureur | Coureur              | Pays             | Équipe                  | Temps           |
| 1er | Jonathan Milan       | Italie           | Lidl-Trek               | 3 h 31 min 34 s |
| 2e | Finn Fisher-Black    | Nouvelle-Zélande | Red Bull-Bora-Hansgrohe | + 0 s           |
| 3e | Tobias Lund Andresen | Danemark         | Team Picnic-PostNL      | + 0 s           |
| 4e | Lennert Van Eetvelt  | Belgique         | Lotto                   | + 0 s           |
| 5e | Oscar Onley          | Royaume-Uni      | Team Picnic-PostNL      | + 0 s           |
| 6e | Aaron Gate           | Nouvelle-Zélande | XDS Astana Team         | + 0 s           |
| 7e | Harold Tejada        | Colombie         | XDS Astana Team         | + 0 s           |
| 8e | Lionel Taminiaux     | Belgique         | Lotto                   | + 0 s           |
| 9e | Phil Bauhaus         | Allemagne        | Bahrain Victorious      | + 0 s           |
| 10e | Tadej Pogačar        | Slovénie         | UAE Team Emirates XRG   | + 0 s           |

| \| Classement général \| Classement général \| Classement général \| Classement général \| Classement général \| \| Coureur \| Coureur \| Pays \| Équipe \| Temps \| \| ------------------ \| -------------------- \| ------------------ \| ----------------------- \| ------------------ \| \| 1er \| Jonathan Milan \| Italie \| Lidl-Trek \| 3 h 31 min 24 s \| \| 2e \| Finn Fisher-Black \| Nouvelle-Zélande \| Red Bull-Bora-Hansgrohe \| + 4 s \| \| 3e \| Tobias Lund Andresen \| Danemark \| Team Picnic-PostNL \| + 6 s \| \| 4e \| Lennert Van Eetvelt \| Belgique \| Lotto \| + 10 s \| \| 5e \| Oscar Onley \| Royaume-Uni \| Team Picnic-PostNL \| + 10 s \| \| 6e \| Aaron Gate \| Nouvelle-Zélande \| XDS Astana Team \| + 10 s \| \| 7e \| Harold Tejada \| Colombie \| XDS Astana Team \| + 10 s \| \| 8e \| Lionel Taminiaux \| Belgique \| Lotto \| + 10 s \| \| 9e \| Phil Bauhaus \| Allemagne \| Bahrain Victorious \| + 10 s \| \| 10e \| Tadej Pogačar \| Slovénie \| UAE Team Emirates XRG \| + 10 s \| |                      |                  |                         |                 |
| |                      |                  |                         |                 |
| |                      |                  |                         |                 |
| Classement général |                      |                  |                         |                 |
| Coureur | Coureur              | Pays             | Équipe                  | Temps           |
| 1er | Jonathan Milan       | Italie           | Lidl-Trek               | 3 h 31 min 24 s |
| 2e | Finn Fisher-Black    | Nouvelle-Zélande | Red Bull-Bora-Hansgrohe | + 4 s           |
| 3e | Tobias Lund Andresen | Danemark         | Team Picnic-PostNL      | + 6 s           |
| 4e | Lennert Van Eetvelt  | Belgique         | Lotto                   | + 10 s          |
| 5e | Oscar Onley          | Royaume-Uni      | Team Picnic-PostNL      | + 10 s          |
| 6e | Aaron Gate           | Nouvelle-Zélande | XDS Astana Team         | + 10 s          |
| 7e | Harold Tejada        | Colombie         | XDS Astana Team         | + 10 s          |
| 8e | Lionel Taminiaux     | Belgique         | Lotto                   | + 10 s          |
| 9e | Phil Bauhaus         | Allemagne        | Bahrain Victorious      | + 10 s          |
| 10e | Tadej Pogačar        | Slovénie         | UAE Team Emirates XRG   | + 10 s          |

### 2eétape
| \| Classement de l'étape \| Classement de l'étape \| Classement de l'étape \| Classement de l'étape \| Classement de l'étape \| \| Coureur \| Coureur \| Pays \| Équipe \| Temps \| \| --------------------- \| --------------------- \| --------------------- \| -------------------------- \| --------------------- \| \| 1er \| Joshua Tarling \| Royaume-Uni \| Ineos Grenadiers \| 12 min 55 s \| \| 2e \| Stefan Bissegger \| Suisse \| Decathlon-AG2R La Mondiale \| + 13 s \| \| 3e \| Tadej Pogačar \| Slovénie \| UAE Team Emirates XRG \| + 18 s \| \| 4e \| Jay Vine \| Australie \| UAE Team Emirates XRG \| + 21 s \| \| 5e \| Max Walscheid \| Allemagne \| Team Jayco AlUla \| + 24 s \| \| 6e \| Pablo Castrillo \| Espagne \| Movistar Team \| + 27 s \| \| 7e \| Iván Romeo \| Espagne \| Movistar Team \| + 28 s \| \| 8e \| Pello Bilbao \| Espagne \| Bahrain Victorious \| + 39 s \| \| 9e \| Florian Vermeersch \| Belgique \| UAE Team Emirates XRG \| + 39 s \| \| 10e \| Finn Fisher-Black \| Nouvelle-Zélande \| Red Bull-Bora-Hansgrohe \| + 40 s \| |                    |                  |                            |             |
| |                    |                  |                            |             |
| |                    |                  |                            |             |
| Classement de l'étape |                    |                  |                            |             |
| Coureur | Coureur            | Pays             | Équipe                     | Temps       |
| 1er | Joshua Tarling     | Royaume-Uni      | Ineos Grenadiers           | 12 min 55 s |
| 2e | Stefan Bissegger   | Suisse           | Decathlon-AG2R La Mondiale | + 13 s      |
| 3e | Tadej Pogačar      | Slovénie         | UAE Team Emirates XRG      | + 18 s      |
| 4e | Jay Vine           | Australie        | UAE Team Emirates XRG      | + 21 s      |
| 5e | Max Walscheid      | Allemagne        | Team Jayco AlUla           | + 24 s      |
| 6e | Pablo Castrillo    | Espagne          | Movistar Team              | + 27 s      |
| 7e | Iván Romeo         | Espagne          | Movistar Team              | + 28 s      |
| 8e | Pello Bilbao       | Espagne          | Bahrain Victorious         | + 39 s      |
| 9e | Florian Vermeersch | Belgique         | UAE Team Emirates XRG      | + 39 s      |
| 10e | Finn Fisher-Black  | Nouvelle-Zélande | Red Bull-Bora-Hansgrohe    | + 40 s      |

| \| Classement général \| Classement général \| Classement général \| Classement général \| Classement général \| \| Coureur \| Coureur \| Pays \| Équipe \| Temps \| \| ------------------ \| ------------------ \| ------------------ \| -------------------------- \| ------------------ \| \| 1er \| Joshua Tarling \| Royaume-Uni \| Ineos Grenadiers \| 3 h 44 min 29 s \| \| 2e \| Stefan Bissegger \| Suisse \| Decathlon-AG2R La Mondiale \| + 13 s \| \| 3e \| Tadej Pogačar \| Slovénie \| UAE Team Emirates XRG \| + 18 s \| \| 4e \| Jay Vine \| Australie \| UAE Team Emirates XRG \| + 21 s \| \| 5e \| Pablo Castrillo \| Espagne \| Movistar Team \| + 27 s \| \| 6e \| Iván Romeo \| Espagne \| Movistar Team \| + 28 s \| \| 7e \| Finn Fisher-Black \| Nouvelle-Zélande \| Red Bull-Bora-Hansgrohe \| + 34 s \| \| 8e \| Pello Bilbao \| Espagne \| Bahrain Victorious \| + 39 s \| \| 9e \| Bruno Armirail \| France \| Decathlon-AG2R La Mondiale \| + 41 s \| \| 10e \| Harold Tejada \| Colombie \| XDS Astana Team \| + 42 s \| |                   |                  |                            |                 |
| |                   |                  |                            |                 |
| |                   |                  |                            |                 |
| Classement général |                   |                  |                            |                 |
| Coureur | Coureur           | Pays             | Équipe                     | Temps           |
| 1er | Joshua Tarling    | Royaume-Uni      | Ineos Grenadiers           | 3 h 44 min 29 s |
| 2e | Stefan Bissegger  | Suisse           | Decathlon-AG2R La Mondiale | + 13 s          |
| 3e | Tadej Pogačar     | Slovénie         | UAE Team Emirates XRG      | + 18 s          |
| 4e | Jay Vine          | Australie        | UAE Team Emirates XRG      | + 21 s          |
| 5e | Pablo Castrillo   | Espagne          | Movistar Team              | + 27 s          |
| 6e | Iván Romeo        | Espagne          | Movistar Team              | + 28 s          |
| 7e | Finn Fisher-Black | Nouvelle-Zélande | Red Bull-Bora-Hansgrohe    | + 34 s          |
| 8e | Pello Bilbao      | Espagne          | Bahrain Victorious         | + 39 s          |
| 9e | Bruno Armirail    | France           | Decathlon-AG2R La Mondiale | + 41 s          |
| 10e | Harold Tejada     | Colombie         | XDS Astana Team            | + 42 s          |

### 3eétape
| \| Classement de l'étape \| Classement de l'étape \| Classement de l'étape \| Classement de l'étape \| Classement de l'étape \| \| Coureur \| Coureur \| Pays \| Équipe \| Temps \| \| --------------------- \| --------------------- \| --------------------- \| -------------------------- \| --------------------- \| \| 1er \| Tadej Pogačar \| Slovénie \| UAE Team Emirates XRG \| 4 h 36 min 04 s \| \| 2e \| Oscar Onley \| Royaume-Uni \| Team Picnic-PostNL \| + 0 s \| \| 3e \| Felix Gall \| Autriche \| Decathlon-AG2R La Mondiale \| + 0 s \| \| 4e \| Lennert Van Eetvelt \| Belgique \| Lotto \| + 0 s \| \| 5e \| Giulio Ciccone \| Italie \| Lidl-Trek \| + 0 s \| \| 6e \| Finn Fisher-Black \| Nouvelle-Zélande \| Red Bull-Bora-Hansgrohe \| + 0 s \| \| 7e \| Iván Romeo \| Espagne \| Movistar Team \| + 4 s \| \| 8e \| Pablo Castrillo \| Espagne \| Movistar Team \| + 4 s \| \| 9e \| Matthew Riccitello \| États-Unis \| Israel-Premier Tech \| + 4 s \| \| 10e \| Paul Seixas \| France \| Decathlon-AG2R La Mondiale \| + 4 s \| |                     |                  |                            |                 |
| |                     |                  |                            |                 |
| |                     |                  |                            |                 |
| Classement de l'étape |                     |                  |                            |                 |
| Coureur | Coureur             | Pays             | Équipe                     | Temps           |
| 1er | Tadej Pogačar       | Slovénie         | UAE Team Emirates XRG      | 4 h 36 min 04 s |
| 2e | Oscar Onley         | Royaume-Uni      | Team Picnic-PostNL         | + 0 s           |
| 3e | Felix Gall          | Autriche         | Decathlon-AG2R La Mondiale | + 0 s           |
| 4e | Lennert Van Eetvelt | Belgique         | Lotto                      | + 0 s           |
| 5e | Giulio Ciccone      | Italie           | Lidl-Trek                  | + 0 s           |
| 6e | Finn Fisher-Black   | Nouvelle-Zélande | Red Bull-Bora-Hansgrohe    | + 0 s           |
| 7e | Iván Romeo          | Espagne          | Movistar Team              | + 4 s           |
| 8e | Pablo Castrillo     | Espagne          | Movistar Team              | + 4 s           |
| 9e | Matthew Riccitello  | États-Unis       | Israel-Premier Tech        | + 4 s           |
| 10e | Paul Seixas         | France           | Decathlon-AG2R La Mondiale | + 4 s           |

| \| Classement général \| Classement général \| Classement général \| Classement général \| Classement général \| \| Coureur \| Coureur \| Pays \| Équipe \| Temps \| \| ------------------ \| ------------------- \| ------------------ \| ----------------------- \| ------------------ \| \| 1er \| Tadej Pogačar \| Slovénie \| UAE Team Emirates XRG \| 8 h 20 min 41 s \| \| 2e \| Joshua Tarling \| Royaume-Uni \| Ineos Grenadiers \| + 18 s \| \| 3e \| Pablo Castrillo \| Espagne \| Movistar Team \| + 23 s \| \| 4e \| Iván Romeo \| Espagne \| Movistar Team \| + 24 s \| \| 5e \| Finn Fisher-Black \| Nouvelle-Zélande \| Red Bull-Bora-Hansgrohe \| + 26 s \| \| 6e \| Jay Vine \| Australie \| UAE Team Emirates XRG \| + 33 s \| \| 7e \| Giulio Ciccone \| Italie \| Lidl-Trek \| + 34 s \| \| 8e \| Pello Bilbao \| Espagne \| Bahrain Victorious \| + 35 s \| \| 9e \| Harold Tejada \| Colombie \| XDS Astana Team \| + 38 s \| \| 10e \| Lennert Van Eetvelt \| Belgique \| Lotto \| + 38 s \| |                     |                  |                         |                 |
| |                     |                  |                         |                 |
| |                     |                  |                         |                 |
| Classement général |                     |                  |                         |                 |
| Coureur | Coureur             | Pays             | Équipe                  | Temps           |
| 1er | Tadej Pogačar       | Slovénie         | UAE Team Emirates XRG   | 8 h 20 min 41 s |
| 2e | Joshua Tarling      | Royaume-Uni      | Ineos Grenadiers        | + 18 s          |
| 3e | Pablo Castrillo     | Espagne          | Movistar Team           | + 23 s          |
| 4e | Iván Romeo          | Espagne          | Movistar Team           | + 24 s          |
| 5e | Finn Fisher-Black   | Nouvelle-Zélande | Red Bull-Bora-Hansgrohe | + 26 s          |
| 6e | Jay Vine            | Australie        | UAE Team Emirates XRG   | + 33 s          |
| 7e | Giulio Ciccone      | Italie           | Lidl-Trek               | + 34 s          |
| 8e | Pello Bilbao        | Espagne          | Bahrain Victorious      | + 35 s          |
| 9e | Harold Tejada       | Colombie         | XDS Astana Team         | + 38 s          |
| 10e | Lennert Van Eetvelt | Belgique         | Lotto                   | + 38 s          |

### 4eétape
| \| Classement de l'étape \| Classement de l'étape \| Classement de l'étape \| Classement de l'étape \| Classement de l'étape \| \| Coureur \| Coureur \| Pays \| Équipe \| Temps \| \| --------------------- \| ---------------------- \| --------------------- \| -------------------------- \| --------------------- \| \| 1er \| Jonathan Milan \| Italie \| Lidl-Trek \| 4 h 03 min 01 s \| \| 2e \| Tim Merlier \| Belgique \| Soudal Quick-Step \| + 0 s \| \| 3e \| Jasper Philipsen \| Belgique \| Alpecin-Deceuninck \| + 0 s \| \| 4e \| Daniel McLay \| Royaume-Uni \| Team Visma \\| Lease a Bike \| + 0 s \| \| 5e \| Fernando Gaviria \| Colombie \| Movistar Team \| + 0 s \| \| 6e \| Fabio Jakobsen \| Pays-Bas \| Team Picnic-PostNL \| + 0 s \| \| 7e \| Dylan Groenewegen \| Pays-Bas \| Team Jayco AlUla \| + 0 s \| \| 8e \| Phil Bauhaus \| Allemagne \| Bahrain Victorious \| + 0 s \| \| 9e \| Steffen De Schuyteneer \| Belgique \| Lotto \| + 0 s \| \| 10e \| Gerben Thijssen \| Belgique \| Intermarché-Wanty \| + 0 s \| |                        |             |                            |                 |
| |                        |             |                            |                 |
| |                        |             |                            |                 |
| Classement de l'étape |                        |             |                            |                 |
| Coureur | Coureur                | Pays        | Équipe                     | Temps           |
| 1er | Jonathan Milan         | Italie      | Lidl-Trek                  | 4 h 03 min 01 s |
| 2e | Tim Merlier            | Belgique    | Soudal Quick-Step          | + 0 s           |
| 3e | Jasper Philipsen       | Belgique    | Alpecin-Deceuninck         | + 0 s           |
| 4e | Daniel McLay           | Royaume-Uni | Team Visma \| Lease a Bike | + 0 s           |
| 5e | Fernando Gaviria       | Colombie    | Movistar Team              | + 0 s           |
| 6e | Fabio Jakobsen         | Pays-Bas    | Team Picnic-PostNL         | + 0 s           |
| 7e | Dylan Groenewegen      | Pays-Bas    | Team Jayco AlUla           | + 0 s           |
| 8e | Phil Bauhaus           | Allemagne   | Bahrain Victorious         | + 0 s           |
| 9e | Steffen De Schuyteneer | Belgique    | Lotto                      | + 0 s           |
| 10e | Gerben Thijssen        | Belgique    | Intermarché-Wanty          | + 0 s           |

| \| Classement général \| Classement général \| Classement général \| Classement général \| Classement général \| \| Coureur \| Coureur \| Pays \| Équipe \| Temps \| \| ------------------ \| ------------------- \| ------------------ \| ----------------------- \| ------------------ \| \| 1er \| Tadej Pogačar \| Slovénie \| UAE Team Emirates XRG \| 12 h 23 min 42 s \| \| 2e \| Joshua Tarling \| Royaume-Uni \| Ineos Grenadiers \| + 18 s \| \| 3e \| Pablo Castrillo \| Espagne \| Movistar Team \| + 23 s \| \| 4e \| Iván Romeo \| Espagne \| Movistar Team \| + 24 s \| \| 5e \| Finn Fisher-Black \| Nouvelle-Zélande \| Red Bull-Bora-Hansgrohe \| + 25 s \| \| 6e \| Jay Vine \| Australie \| UAE Team Emirates XRG \| + 33 s \| \| 7e \| Giulio Ciccone \| Italie \| Lidl-Trek \| + 34 s \| \| 8e \| Pello Bilbao \| Espagne \| Bahrain Victorious \| + 35 s \| \| 9e \| Harold Tejada \| Colombie \| XDS Astana Team \| + 38 s \| \| 10e \| Lennert Van Eetvelt \| Belgique \| Lotto \| + 38 s \| |                     |                  |                         |                  |
| |                     |                  |                         |                  |
| |                     |                  |                         |                  |
| Classement général |                     |                  |                         |                  |
| Coureur | Coureur             | Pays             | Équipe                  | Temps            |
| 1er | Tadej Pogačar       | Slovénie         | UAE Team Emirates XRG   | 12 h 23 min 42 s |
| 2e | Joshua Tarling      | Royaume-Uni      | Ineos Grenadiers        | + 18 s           |
| 3e | Pablo Castrillo     | Espagne          | Movistar Team           | + 23 s           |
| 4e | Iván Romeo          | Espagne          | Movistar Team           | + 24 s           |
| 5e | Finn Fisher-Black   | Nouvelle-Zélande | Red Bull-Bora-Hansgrohe | + 25 s           |
| 6e | Jay Vine            | Australie        | UAE Team Emirates XRG   | + 33 s           |
| 7e | Giulio Ciccone      | Italie           | Lidl-Trek               | + 34 s           |
| 8e | Pello Bilbao        | Espagne          | Bahrain Victorious      | + 35 s           |
| 9e | Harold Tejada       | Colombie         | XDS Astana Team         | + 38 s           |
| 10e | Lennert Van Eetvelt | Belgique         | Lotto                   | + 38 s           |

### 5eétape
| \| Classement de l'étape \| Classement de l'étape \| Classement de l'étape \| Classement de l'étape \| Classement de l'étape \| \| Coureur \| Coureur \| Pays \| Équipe \| Temps \| \| --------------------- \| --------------------- \| --------------------- \| ----------------------- \| --------------------- \| \| 1er \| Tim Merlier \| Belgique \| Soudal Quick-Step \| 3 h 16 min 55 s \| \| 2e \| Matteo Malucelli \| Italie \| XDS Astana Team \| + 0 s \| \| 3e \| Jonathan Milan \| Italie \| Lidl-Trek \| + 0 s \| \| 4e \| Sam Welsford \| Australie \| Red Bull-Bora-Hansgrohe \| + 0 s \| \| 5e \| Oded Kogut \| Israël \| Israel-Premier Tech \| + 0 s \| \| 6e \| Maikel Zijlaard \| Pays-Bas \| Tudor Pro Cycling Team \| + 0 s \| \| 7e \| Danny van Poppel \| Pays-Bas \| Red Bull-Bora-Hansgrohe \| + 0 s \| \| 8e \| Phil Bauhaus \| Allemagne \| Bahrain Victorious \| + 0 s \| \| 9e \| Elmar Reinders \| Pays-Bas \| Team Jayco AlUla \| + 0 s \| \| 10e \| Luka Mezgec \| Slovénie \| Team Jayco AlUla \| + 0 s \| |                  |           |                         |                 |
| |                  |           |                         |                 |
| |                  |           |                         |                 |
| Classement de l'étape |                  |           |                         |                 |
| Coureur | Coureur          | Pays      | Équipe                  | Temps           |
| 1er | Tim Merlier      | Belgique  | Soudal Quick-Step       | 3 h 16 min 55 s |
| 2e | Matteo Malucelli | Italie    | XDS Astana Team         | + 0 s           |
| 3e | Jonathan Milan   | Italie    | Lidl-Trek               | + 0 s           |
| 4e | Sam Welsford     | Australie | Red Bull-Bora-Hansgrohe | + 0 s           |
| 5e | Oded Kogut       | Israël    | Israel-Premier Tech     | + 0 s           |
| 6e | Maikel Zijlaard  | Pays-Bas  | Tudor Pro Cycling Team  | + 0 s           |
| 7e | Danny van Poppel | Pays-Bas  | Red Bull-Bora-Hansgrohe | + 0 s           |
| 8e | Phil Bauhaus     | Allemagne | Bahrain Victorious      | + 0 s           |
| 9e | Elmar Reinders   | Pays-Bas  | Team Jayco AlUla        | + 0 s           |
| 10e | Luka Mezgec      | Slovénie  | Team Jayco AlUla        | + 0 s           |

| \| Classement général \| Classement général \| Classement général \| Classement général \| Classement général \| \| Coureur \| Coureur \| Pays \| Équipe \| Temps \| \| ------------------ \| ------------------- \| ------------------ \| ----------------------- \| ------------------ \| \| 1er \| Tadej Pogačar \| Slovénie \| UAE Team Emirates XRG \| 15 h 40 min 34 s \| \| 2e \| Joshua Tarling \| Royaume-Uni \| Ineos Grenadiers \| + 21 s \| \| 3e \| Iván Romeo \| Espagne \| Movistar Team \| + 27 s \| \| 4e \| Finn Fisher-Black \| Nouvelle-Zélande \| Red Bull-Bora-Hansgrohe \| + 28 s \| \| 5e \| Jay Vine \| Australie \| UAE Team Emirates XRG \| + 36 s \| \| 6e \| Giulio Ciccone \| Italie \| Lidl-Trek \| + 37 s \| \| 7e \| Pello Bilbao \| Espagne \| Bahrain Victorious \| + 38 s \| \| 8e \| Lennert Van Eetvelt \| Belgique \| Lotto \| + 38 s \| \| 9e \| Harold Tejada \| Colombie \| XDS Astana Team \| + 41 s \| \| 10e \| Oscar Onley \| Royaume-Uni \| Team Picnic-PostNL \| + 44 s \| |                     |                  |                         |                  |
| |                     |                  |                         |                  |
| |                     |                  |                         |                  |
| Classement général |                     |                  |                         |                  |
| Coureur | Coureur             | Pays             | Équipe                  | Temps            |
| 1er | Tadej Pogačar       | Slovénie         | UAE Team Emirates XRG   | 15 h 40 min 34 s |
| 2e | Joshua Tarling      | Royaume-Uni      | Ineos Grenadiers        | + 21 s           |
| 3e | Iván Romeo          | Espagne          | Movistar Team           | + 27 s           |
| 4e | Finn Fisher-Black   | Nouvelle-Zélande | Red Bull-Bora-Hansgrohe | + 28 s           |
| 5e | Jay Vine            | Australie        | UAE Team Emirates XRG   | + 36 s           |
| 6e | Giulio Ciccone      | Italie           | Lidl-Trek               | + 37 s           |
| 7e | Pello Bilbao        | Espagne          | Bahrain Victorious      | + 38 s           |
| 8e | Lennert Van Eetvelt | Belgique         | Lotto                   | + 38 s           |
| 9e | Harold Tejada       | Colombie         | XDS Astana Team         | + 41 s           |
| 10e | Oscar Onley         | Royaume-Uni      | Team Picnic-PostNL      | + 44 s           |

### 6eétape
| \| Classement de l'étape \| Classement de l'étape \| Classement de l'étape \| Classement de l'étape \| Classement de l'étape \| \| Coureur \| Coureur \| Pays \| Équipe \| Temps \| \| --------------------- \| ---------------------- \| --------------------- \| ------------------------------- \| --------------------- \| \| 1er \| Tim Merlier \| Belgique \| Soudal Quick-Step \| 3 h 44 min 14 s \| \| 2e \| Jasper Philipsen \| Belgique \| Alpecin-Deceuninck \| + 0 s \| \| 3e \| Jonathan Milan \| Italie \| Lidl-Trek \| + 0 s \| \| 4e \| Max Walscheid \| Allemagne \| Team Jayco AlUla \| + 0 s \| \| 5e \| Fabio Jakobsen \| Pays-Bas \| Team Picnic-PostNL \| + 0 s \| \| 6e \| Dušan Rajović \| Serbie \| Team Solution Tech-Vini Fantini \| + 0 s \| \| 7e \| Daniel Skerl \| Italie \| Bahrain Victorious \| + 0 s \| \| 8e \| Enrico Zanoncello \| Italie \| VF Group-Bardiani CSF-Faizanè \| + 0 s \| \| 9e \| Sam Welsford \| Australie \| Red Bull-Bora-Hansgrohe \| + 0 s \| \| 10e \| Steffen De Schuyteneer \| Belgique \| Lotto \| + 0 s \| |                        |           |                                 |                 |
| |                        |           |                                 |                 |
| |                        |           |                                 |                 |
| Classement de l'étape |                        |           |                                 |                 |
| Coureur | Coureur                | Pays      | Équipe                          | Temps           |
| 1er | Tim Merlier            | Belgique  | Soudal Quick-Step               | 3 h 44 min 14 s |
| 2e | Jasper Philipsen       | Belgique  | Alpecin-Deceuninck              | + 0 s           |
| 3e | Jonathan Milan         | Italie    | Lidl-Trek                       | + 0 s           |
| 4e | Max Walscheid          | Allemagne | Team Jayco AlUla                | + 0 s           |
| 5e | Fabio Jakobsen         | Pays-Bas  | Team Picnic-PostNL              | + 0 s           |
| 6e | Dušan Rajović          | Serbie    | Team Solution Tech-Vini Fantini | + 0 s           |
| 7e | Daniel Skerl           | Italie    | Bahrain Victorious              | + 0 s           |
| 8e | Enrico Zanoncello      | Italie    | VF Group-Bardiani CSF-Faizanè   | + 0 s           |
| 9e | Sam Welsford           | Australie | Red Bull-Bora-Hansgrohe         | + 0 s           |
| 10e | Steffen De Schuyteneer | Belgique  | Lotto                           | + 0 s           |

| \| Classement général \| Classement général \| Classement général \| Classement général \| Classement général \| \| Coureur \| Coureur \| Pays \| Équipe \| Temps \| \| ------------------ \| ------------------- \| ------------------ \| ----------------------- \| ------------------ \| \| 1er \| Tadej Pogačar \| Slovénie \| UAE Team Emirates XRG \| 19 h 24 min 48 s \| \| 2e \| Joshua Tarling \| Royaume-Uni \| Ineos Grenadiers \| + 21 s \| \| 3e \| Iván Romeo \| Espagne \| Movistar Team \| + 27 s \| \| 4e \| Finn Fisher-Black \| Nouvelle-Zélande \| Red Bull-Bora-Hansgrohe \| + 28 s \| \| 5e \| Jay Vine \| Australie \| UAE Team Emirates XRG \| + 36 s \| \| 6e \| Giulio Ciccone \| Italie \| Lidl-Trek \| + 37 s \| \| 7e \| Pello Bilbao \| Espagne \| Bahrain Victorious \| + 38 s \| \| 8e \| Lennert Van Eetvelt \| Belgique \| Lotto \| + 38 s \| \| 9e \| Harold Tejada \| Colombie \| XDS Astana Team \| + 41 s \| \| 10e \| Oscar Onley \| Royaume-Uni \| Team Picnic-PostNL \| + 44 s \| |                     |                  |                         |                  |
| |                     |                  |                         |                  |
| |                     |                  |                         |                  |
| Classement général |                     |                  |                         |                  |
| Coureur | Coureur             | Pays             | Équipe                  | Temps            |
| 1er | Tadej Pogačar       | Slovénie         | UAE Team Emirates XRG   | 19 h 24 min 48 s |
| 2e | Joshua Tarling      | Royaume-Uni      | Ineos Grenadiers        | + 21 s           |
| 3e | Iván Romeo          | Espagne          | Movistar Team           | + 27 s           |
| 4e | Finn Fisher-Black   | Nouvelle-Zélande | Red Bull-Bora-Hansgrohe | + 28 s           |
| 5e | Jay Vine            | Australie        | UAE Team Emirates XRG   | + 36 s           |
| 6e | Giulio Ciccone      | Italie           | Lidl-Trek               | + 37 s           |
| 7e | Pello Bilbao        | Espagne          | Bahrain Victorious      | + 38 s           |
| 8e | Lennert Van Eetvelt | Belgique         | Lotto                   | + 38 s           |
| 9e | Harold Tejada       | Colombie         | XDS Astana Team         | + 41 s           |
| 10e | Oscar Onley         | Royaume-Uni      | Team Picnic-PostNL      | + 44 s           |

### 7eétape
| \| Classement de l'étape \| Classement de l'étape \| Classement de l'étape \| Classement de l'étape \| Classement de l'étape \| \| Coureur \| Coureur \| Pays \| Équipe \| Temps \| \| --------------------- \| --------------------- \| --------------------- \| ----------------------- \| --------------------- \| \| 1er \| Tadej Pogačar \| Slovénie \| UAE Team Emirates XRG \| 3 h 43 min 04 s \| \| 2e \| Giulio Ciccone \| Italie \| Lidl-Trek \| + 33 s \| \| 3e \| Pello Bilbao \| Espagne \| Bahrain Victorious \| + 35 s \| \| 4e \| Iván Romeo \| Espagne \| Movistar Team \| + 49 s \| \| 5e \| Oscar Onley \| Royaume-Uni \| Team Picnic-PostNL \| + 1 min 16 s \| \| 6e \| Pablo Castrillo \| Espagne \| Movistar Team \| + 1 min 25 s \| \| 7e \| Finn Fisher-Black \| Nouvelle-Zélande \| Red Bull-Bora-Hansgrohe \| + 2 min 05 s \| \| 8e \| William Junior Lecerf \| Belgique \| Soudal Quick-Step \| + 2 min 11 s \| \| 9e \| Patrick Konrad \| Autriche \| Lidl-Trek \| + 2 min 31 s \| \| 10e \| Ramses Debruyne \| Belgique \| Alpecin-Deceuninck \| + 2 min 49 s \| |                       |                  |                         |                 |
| |                       |                  |                         |                 |
| |                       |                  |                         |                 |
| Classement de l'étape |                       |                  |                         |                 |
| Coureur | Coureur               | Pays             | Équipe                  | Temps           |
| 1er | Tadej Pogačar         | Slovénie         | UAE Team Emirates XRG   | 3 h 43 min 04 s |
| 2e | Giulio Ciccone        | Italie           | Lidl-Trek               | + 33 s          |
| 3e | Pello Bilbao          | Espagne          | Bahrain Victorious      | + 35 s          |
| 4e | Iván Romeo            | Espagne          | Movistar Team           | + 49 s          |
| 5e | Oscar Onley           | Royaume-Uni      | Team Picnic-PostNL      | + 1 min 16 s    |
| 6e | Pablo Castrillo       | Espagne          | Movistar Team           | + 1 min 25 s    |
| 7e | Finn Fisher-Black     | Nouvelle-Zélande | Red Bull-Bora-Hansgrohe | + 2 min 05 s    |
| 8e | William Junior Lecerf | Belgique         | Soudal Quick-Step       | + 2 min 11 s    |
| 9e | Patrick Konrad        | Autriche         | Lidl-Trek               | + 2 min 31 s    |
| 10e | Ramses Debruyne       | Belgique         | Alpecin-Deceuninck      | + 2 min 49 s    |

## Classements finals

### Classement général final
| \| Classement général \| Classement général \| Classement général \| Classement général \| Classement général \| \| Coureur \| Coureur \| Pays \| Équipe \| Temps \| \| ------------------ \| --------------------- \| ------------------ \| ----------------------- \| ------------------ \| \| 1er \| Tadej Pogačar \| Slovénie \| UAE Team Emirates XRG \| 23 h 08 min 00 s \| \| 2e \| Giulio Ciccone \| Italie \| Lidl-Trek \| + 1 min 14 s \| \| 3e \| Pello Bilbao \| Espagne \| Bahrain Victorious \| + 1 min 19 s \| \| 4e \| Iván Romeo \| Espagne \| Movistar Team \| + 1 min 26 s \| \| 5e \| Oscar Onley \| Royaume-Uni \| Team Picnic-PostNL \| + 2 min 10 s \| \| 6e \| Finn Fisher-Black \| Nouvelle-Zélande \| Red Bull-Bora-Hansgrohe \| + 2 min 43 s \| \| 7e \| Pablo Castrillo \| Espagne \| Movistar Team \| + 2 min 59 s \| \| 8e \| William Junior Lecerf \| Belgique \| Soudal Quick-Step \| + 3 min 49 s \| \| 9e \| Harold Tejada \| Colombie \| XDS Astana Team \| + 3 min 52 s \| \| 10e \| Patrick Konrad \| Autriche \| Lidl-Trek \| + 4 min 00 s \| |                       |                  |                         |                  |
| |                       |                  |                         |                  |
| Source : ProCyclingStats |                       |                  |                         |                  |
| Classement général |                       |                  |                         |                  |
| Coureur | Coureur               | Pays             | Équipe                  | Temps            |
| 1er | Tadej Pogačar         | Slovénie         | UAE Team Emirates XRG   | 23 h 08 min 00 s |
| 2e | Giulio Ciccone        | Italie           | Lidl-Trek               | + 1 min 14 s     |
| 3e | Pello Bilbao          | Espagne          | Bahrain Victorious      | + 1 min 19 s     |
| 4e | Iván Romeo            | Espagne          | Movistar Team           | + 1 min 26 s     |
| 5e | Oscar Onley           | Royaume-Uni      | Team Picnic-PostNL      | + 2 min 10 s     |
| 6e | Finn Fisher-Black     | Nouvelle-Zélande | Red Bull-Bora-Hansgrohe | + 2 min 43 s     |
| 7e | Pablo Castrillo       | Espagne          | Movistar Team           | + 2 min 59 s     |
| 8e | William Junior Lecerf | Belgique         | Soudal Quick-Step       | + 3 min 49 s     |
| 9e | Harold Tejada         | Colombie         | XDS Astana Team         | + 3 min 52 s     |
| 10e | Patrick Konrad        | Autriche         | Lidl-Trek               | + 4 min 00 s     |

### Classements annexes
| Classement par points | Classement par points | Classement par points | Classement par points           | Classement par points |
| Coureur               | Coureur               | Pays                  | Équipe                          | Points                |
| --------------------- | --------------------- | --------------------- | ------------------------------- | --------------------- |
| 1er                   | Jonathan Milan        | Italie                | Lidl-Trek                       | 81 pts                |
| 2e                    | Tadej Pogačar         | Slovénie              | UAE Team Emirates XRG           | 62 pts                |
| 3e                    | Tim Merlier           | Belgique              | Soudal Quick-Step               | 59 pts                |
| 4e                    | Đorđe Đurić           | Serbie                | Team Solution Tech-Vini Fantini | 46 pts                |
| 5e                    | Carlos Samudio        | Panama                | Team Solution Tech-Vini Fantini | 38 pts                |
| 6e                    | Manuele Tarozzi       | Italie                | VF Group-Bardiani CSF-Faizanè   | 33 pts                |
| 7e                    | Oscar Onley           | Royaume-Uni           | Team Picnic-PostNL              | 30 pts                |
| 8e                    | Finn Fisher-Black     | Nouvelle-Zélande      | Red Bull-Bora-Hansgrohe         | 29 pts                |
| 9e                    | Lennert Van Eetvelt   | Belgique              | Lotto                           | 26 pts                |
| 10e                   | Giulio Ciccone        | Italie                | Lidl-Trek                       | 23 pts                |

| Classement par points | Classement par points | Classement par points | Classement par points           | Classement par points |
| Coureur               | Coureur               | Pays                  | Équipe                          | Points                |
| --------------------- | --------------------- | --------------------- | ------------------------------- | --------------------- |
| 1er                   | Jonathan Milan        | Italie                | Lidl-Trek                       | 81 pts                |
| 2e                    | Tadej Pogačar         | Slovénie              | UAE Team Emirates XRG           | 62 pts                |
| 3e                    | Tim Merlier           | Belgique              | Soudal Quick-Step               | 59 pts                |
| 4e                    | Đorđe Đurić           | Serbie                | Team Solution Tech-Vini Fantini | 46 pts                |
| 5e                    | Carlos Samudio        | Panama                | Team Solution Tech-Vini Fantini | 38 pts                |
| 6e                    | Manuele Tarozzi       | Italie                | VF Group-Bardiani CSF-Faizanè   | 33 pts                |
| 7e                    | Oscar Onley           | Royaume-Uni           | Team Picnic-PostNL              | 30 pts                |
| 8e                    | Finn Fisher-Black     | Nouvelle-Zélande      | Red Bull-Bora-Hansgrohe         | 29 pts                |
| 9e                    | Lennert Van Eetvelt   | Belgique              | Lotto                           | 26 pts                |
| 10e                   | Giulio Ciccone        | Italie                | Lidl-Trek                       | 23 pts                |

| Classement du meilleur jeune | Classement du meilleur jeune | Classement du meilleur jeune | Classement du meilleur jeune  | Classement du meilleur jeune |
| Coureur                      | Coureur                      | Pays                         | Équipe                        | Temps                        |
| ---------------------------- | ---------------------------- | ---------------------------- | ----------------------------- | ---------------------------- |
| 1er                          | Iván Romeo                   | Espagne                      | Movistar Team                 | 23 h 10 min 08 s             |
| 2e                           | Oscar Onley                  | Royaume-Uni                  | Team Picnic-PostNL            | + 44 s                       |
| 3e                           | Finn Fisher-Black            | Nouvelle-Zélande             | Red Bull-Bora-Hansgrohe       | + 1 min 17 s                 |
| 4e                           | Pablo Castrillo              | Espagne                      | Movistar Team                 | + 1 min 33 s                 |
| 5e                           | William Junior Lecerf        | Belgique                     | Soudal Quick-Step             | + 2 min 23 s                 |
| 6e                           | Lennert Van Eetvelt          | Belgique                     | Lotto                         | + 3 min 17 s                 |
| 7e                           | Georg Steinhauser            | Allemagne                    | EF Education-EasyPost         | + 3 min 35 s                 |
| 8e                           | Matthew Riccitello           | États-Unis                   | Israel-Premier Tech           | + 4 min 55 s                 |
| 9e                           | Alessandro Pinarello         | Italie                       | VF Group-Bardiani CSF-Faizanè | + 5 min 55 s                 |
| 10e                          | Joshua Tarling               | Royaume-Uni                  | Ineos Grenadiers              | + 6 min 54 s                 |

| Classement du meilleur jeune | Classement du meilleur jeune | Classement du meilleur jeune | Classement du meilleur jeune  | Classement du meilleur jeune |
| Coureur                      | Coureur                      | Pays                         | Équipe                        | Temps                        |
| ---------------------------- | ---------------------------- | ---------------------------- | ----------------------------- | ---------------------------- |
| 1er                          | Iván Romeo                   | Espagne                      | Movistar Team                 | 23 h 10 min 08 s             |
| 2e                           | Oscar Onley                  | Royaume-Uni                  | Team Picnic-PostNL            | + 44 s                       |
| 3e                           | Finn Fisher-Black            | Nouvelle-Zélande             | Red Bull-Bora-Hansgrohe       | + 1 min 17 s                 |
| 4e                           | Pablo Castrillo              | Espagne                      | Movistar Team                 | + 1 min 33 s                 |
| 5e                           | William Junior Lecerf        | Belgique                     | Soudal Quick-Step             | + 2 min 23 s                 |
| 6e                           | Lennert Van Eetvelt          | Belgique                     | Lotto                         | + 3 min 17 s                 |
| 7e                           | Georg Steinhauser            | Allemagne                    | EF Education-EasyPost         | + 3 min 35 s                 |
| 8e                           | Matthew Riccitello           | États-Unis                   | Israel-Premier Tech           | + 4 min 55 s                 |
| 9e                           | Alessandro Pinarello         | Italie                       | VF Group-Bardiani CSF-Faizanè | + 5 min 55 s                 |
| 10e                          | Joshua Tarling               | Royaume-Uni                  | Ineos Grenadiers              | + 6 min 54 s                 |

| Classement par équipes | Classement par équipes          | Classement par équipes | Classement par équipes |
| Équipe                 | Équipe                          | Pays                   | Temps                  |
| ---------------------- | ------------------------------- | ---------------------- | ---------------------- |
| 1re                    | Movistar Team                   | Espagne                | 69 h 35 min 16 s       |
| 2e                     | Lidl-Trek                       | États-Unis             | + 6 min 03 s           |
| 3e                     | Bahrain-Victorious              | Bahreïn                | + 7 min 53 s           |
| 4e                     | Red Bull-BORA-hansgrohe         | Allemagne              | + 9 min 43 s           |
| 5e                     | Decathlon AG2R La Mondiale Team | France                 | + 10 min 38 s          |

| Classement par équipes | Classement par équipes          | Classement par équipes | Classement par équipes |
| Équipe                 | Équipe                          | Pays                   | Temps                  |
| ---------------------- | ------------------------------- | ---------------------- | ---------------------- |
| 1re                    | Movistar Team                   | Espagne                | 69 h 35 min 16 s       |
| 2e                     | Lidl-Trek                       | États-Unis             | + 6 min 03 s           |
| 3e                     | Bahrain-Victorious              | Bahreïn                | + 7 min 53 s           |
| 4e                     | Red Bull-BORA-hansgrohe         | Allemagne              | + 9 min 43 s           |
| 5e                     | Decathlon AG2R La Mondiale Team | France                 | + 10 min 38 s          |

## Évolution des classements
| Étape              | Vainqueur          | Classement général | Classement par points | Classement des sprints | Classement du meilleur jeune | Classement par équipes  |
| ------------------ | ------------------ | ------------------ | --------------------- | ---------------------- | ---------------------------- | ----------------------- |
| 1                  | Jonathan Milan     | Jonathan Milan     | Jonathan Milan        | Manuele Tarozzi        | Jonathan Milan               | Red Bull-Bora-Hansgrohe |
| 2                  | Joshua Tarling     | Joshua Tarling     | Joshua Tarling        | Manuele Tarozzi        | Joshua Tarling               | Ineos Grenadiers        |
| 3                  | Tadej Pogačar      | Tadej Pogačar      | Tadej Pogačar         | Carlos Samudio         | Joshua Tarling               | Ineos Grenadiers        |
| 4                  | Jonathan Milan     | Tadej Pogačar      | Jonathan Milan        | Đorđe Đurić            | Joshua Tarling               | Ineos Grenadiers        |
| 5                  | Tim Merlier        | Tadej Pogačar      | Jonathan Milan        | Đorđe Đurić            | Joshua Tarling               | Movistar                |
| 6                  | Tim Merlier        | Tadej Pogačar      | Jonathan Milan        | Đorđe Đurić            | Joshua Tarling               | Movistar                |
| 7                  | Tadej Pogačar      | Tadej Pogačar      | Jonathan Milan        | Đorđe Đurić            | Iván Romeo                   | Movistar                |
| Classements finals | Classements finals | Tadej Pogačar      | Jonathan Milan        | Đorđe Đurić            | Iván Romeo                   | Movistar                |

## Liste des participants
| Lotto LTD                       | Lotto LTD                    | Lotto LTD |
| ------------------------------- | ---------------------------- | --------- |
| Num                             | Coureur                      | Pos       |
| 1                               | Lennert Van Eetvelt (BEL)    | 11e       |
| 2                               | Lars Craps (BEL)             | NP-6      |
| 3                               | Logan Currie (NZL)           | 85e       |
| 4                               | Steffen De Schuyteneer (BEL) | 69e       |
| 5                               | Lionel Taminiaux (BEL)       | 107e      |
| 6                               | Reuben Thompson (NZL)        | 44e       |
| 7                               | Jonas Gregaard Wilsly (DEN)  | 104e      |
| Directeur sportif : Mario Aerts |                              |           |

| Alpecin-Deceuninck ADC                               | Alpecin-Deceuninck ADC      | Alpecin-Deceuninck ADC |
| ---------------------------------------------------- | --------------------------- | ---------------------- |
| Num                                                  | Coureur                     | Pos                    |
| 11                                                   | Jasper Philipsen (BEL)      | 77e                    |
| 12                                                   | Ramses Debruyne (BEL)       | 41e                    |
| 13                                                   | Silvan Dillier (SUI)        | 80e                    |
| 14                                                   | Robbe Ghys (BEL)            | 68e                    |
| 15                                                   | Timo Kielich (BEL)          | 49e                    |
| 16                                                   | Johan Price-Pejtersen (DEN) | 113e                   |
| 17                                                   | Jonas Rickaert (BEL)        | 53e                    |
| Directeur sportif : Jens Keukeleire, Gianni Meersman |                             |                        |

| Bahrain Victorious TBV                                | Bahrain Victorious TBV   | Bahrain Victorious TBV |
| ----------------------------------------------------- | ------------------------ | ---------------------- |
| Num                                                   | Coureur                  | Pos                    |
| 21                                                    | Pello Bilbao (ESP)       | 3e                     |
| 22                                                    | Rainer Kepplinger (AUT)  | 13e                    |
| 23                                                    | Daniel Skerl (ITA)       | 97e                    |
| 24                                                    | Phil Bauhaus (GER)       | 71e                    |
| 25                                                    | Andrea Pasqualon (ITA)   | 59e                    |
| 26                                                    | Torstein Træen (NOR)     | AB-7                   |
| 27                                                    | Max van der Meulen (NED) | 37e                    |
| Directeur sportif : Neil Stephens, Ioánnis Tamourídis |                          |                        |

| Decathlon-AG2R La Mondiale DAT                     | Decathlon-AG2R La Mondiale DAT | Decathlon-AG2R La Mondiale DAT |
| -------------------------------------------------- | ------------------------------ | ------------------------------ |
| Num                                                | Coureur                        | Pos                            |
| 31                                                 | Bruno Armirail (FRA)           | 20e                            |
| 32                                                 | Stefan Bissegger (SUI)         | 81e                            |
| 33                                                 | Geoffrey Bouchard (FRA)        | 34e                            |
| 34                                                 | Felix Gall (AUT)               | 18e                            |
| 35                                                 | Rasmus Søjberg (DEN)           | 86e                            |
| 36                                                 | Gianluca Pollefliet (BEL)      | 110e                           |
| 37                                                 | Paul Seixas (FRA)              | NP-6                           |
| Directeur sportif : Cyril Dessel, Artūras Kasputis |                                |                                |

| EF Education-EasyPost EFE                      | EF Education-EasyPost EFE | EF Education-EasyPost EFE |
| ---------------------------------------------- | ------------------------- | ------------------------- |
| Num                                            | Coureur                   | Pos                       |
| 41                                             | Esteban Chaves (COL)      | 25e                       |
| 42                                             | Hugh Carthy (GBR)         | 62e                       |
| 43                                             | Alastair Mackellar (AUS)  | 40e                       |
| 44                                             | Sean Quinn (USA) (route)  | NP-3                      |
| 45                                             | Jack Rootkin-Gray (GBR)   | AB-7                      |
| 46                                             | Georg Steinhauser (GER)   | 12e                       |
| 47                                             | Jardi van der Lee (NED)   | 73e                       |
| Directeur sportif : Tom Southam, Ken Vanmarcke |                           |                           |

| Ineos Grenadiers IGD                               | Ineos Grenadiers IGD          | Ineos Grenadiers IGD |
| -------------------------------------------------- | ----------------------------- | -------------------- |
| Num                                                | Coureur                       | Pos                  |
| 51                                                 | Joshua Tarling (GBR) (chrono) | 21e                  |
| 52                                                 | Jonathan Castroviejo (ESP)    | 50e                  |
| 53                                                 | Kim Heiduk (GER)              | 65e                  |
| 54                                                 | Victor Langellotti (MON)      | NP-6                 |
| 55                                                 | Michael Leonard (CAN)         | 74e                  |
| 56                                                 | Carlos Rodríguez (ESP)        | NP-7                 |
| 57                                                 | Ben Swift (GBR)               | 46e                  |
| Directeur sportif : Leonardo Basso, Oliver Cookson |                               |                      |

| Intermarché-Wanty IWA                                    | Intermarché-Wanty IWA | Intermarché-Wanty IWA |
| -------------------------------------------------------- | --------------------- | --------------------- |
| Num                                                      | Coureur               | Pos                   |
| 61                                                       | Gerben Kuypers (BEL)  | 58e                   |
| 62                                                       | Kevin Colleoni (ITA)  | 35e                   |
| 63                                                       | Kobe Goossens (BEL)   | 27e                   |
| 64                                                       | Simone Petilli (ITA)  | 42e                   |
| 65                                                       | Adrien Petit (FRA)    | AB-7                  |
| 66                                                       | Gerben Thijssen (BEL) | 89e                   |
| 67                                                       | Gijs Van Hoecke (BEL) | 56e                   |
| Directeur sportif : Steven De Neef, Pieter Vanspeybrouck |                       |                       |

| Israel-Premier Tech IPT                             | Israel-Premier Tech IPT            | Israel-Premier Tech IPT |
| --------------------------------------------------- | ---------------------------------- | ----------------------- |
| Num                                                 | Coureur                            | Pos                     |
| 71                                                  | Christopher Froome (GBR)           | AB-7                    |
| 72                                                  | Pier-André Côté (CAN)              | 39e                     |
| 73                                                  | Jan Hirt (CZE)                     | 36e                     |
| 74                                                  | Oded Kogut (ISR) (route et chrono) | 101e                    |
| 75                                                  | Alexey Lutsenko (KAZ)              | 28e                     |
| 76                                                  | Nadav Raisberg (ISR)               | 47e                     |
| 77                                                  | Matthew Riccitello (USA)           | 17e                     |
| Directeur sportif : Alexander Cataford, Dror Pekatz |                                    |                         |

| Lidl-Trek LTK                                   | Lidl-Trek LTK                          | Lidl-Trek LTK |
| ----------------------------------------------- | -------------------------------------- | ------------- |
| Num                                             | Coureur                                | Pos           |
| 81                                              | Giulio Ciccone (ITA)                   | 2e            |
| 82                                              | Simone Consonni (ITA)                  | 102e          |
| 83                                              | Amanuel Ghebreigzabhier (ERI) (chrono) | 72e           |
| 84                                              | Daan Hoole (NED)                       | 33e           |
| 85                                              | Patrick Konrad (AUT)                   | 10e           |
| 86                                              | Jonathan Milan (ITA)                   | 78e           |
| 87                                              | Edward Theuns (BEL)                    | 90e           |
| Directeur sportif : Adriano Baffi, Grégory Rast |                                        |               |

| Movistar Team MOV                 | Movistar Team MOV      | Movistar Team MOV |
| --------------------------------- | ---------------------- | ----------------- |
| Num                               | Coureur                | Pos               |
| 91                                | Einer Rubio (COL)      | 16e               |
| 92                                | William Barta (USA)    | 32e               |
| 93                                | Pablo Castrillo (ESP)  | 7e                |
| 94                                | Davide Cimolai (ITA)   | 93e               |
| 95                                | Fernando Gaviria (COL) | NP-6              |
| 96                                | Manlio Moro (ITA)      | 84e               |
| 97                                | Iván Romeo (ESP)       | 4e                |
| Directeur sportif : Pablo Lastras |                        |                   |

| Red Bull-Bora-Hansgrohe RBH                        | Red Bull-Bora-Hansgrohe RBH      | Red Bull-Bora-Hansgrohe RBH |
| -------------------------------------------------- | -------------------------------- | --------------------------- |
| Num                                                | Coureur                          | Pos                         |
| 101                                                | Finn Fisher-Black (NZL) (chrono) | 6e                          |
| 102                                                | Filip Maciejuk (POL)             | 82e                         |
| 103                                                | Ryan Mullen (IRL)                | 51e                         |
| 104                                                | Anton Palzer (GER)               | 31e                         |
| 105                                                | Danny van Poppel (NED)           | 61e                         |
| 106                                                | Sam Welsford (AUS)               | 99e                         |
| 107                                                | Ben Zwiehoff (GER)               | 24e                         |
| Directeur sportif : Shane Archbold, Gregor Gazvoda |                                  |                             |

| Team Solution Tech-Vini Fantini TFT | Team Solution Tech-Vini Fantini TFT | Team Solution Tech-Vini Fantini TFT |
| ----------------------------------- | ----------------------------------- | ----------------------------------- |
| Num                                 | Coureur                             | Pos                                 |
| 111                                 | Kristian Sbaragli (ITA)             | 52e                                 |
| 112                                 | Đorđe Đurić (SRB)                   | 116e                                |
| 113                                 | Filippo Fortin (ITA)                | 91e                                 |
| 114                                 | Roberto González (PAN)              | 29e                                 |
| 115                                 | Lorenzo Quartucci (ITA)             | 26e                                 |
| 116                                 | Dušan Rajović (SRB)                 | 92e                                 |
| 117                                 | Carlos Samudio (PAN)                | 60e                                 |
| Directeur sportif : Serge Parsani   |                                     |                                     |

| Soudal Quick-Step SOQ                               | Soudal Quick-Step SOQ       | Soudal Quick-Step SOQ |
| --------------------------------------------------- | --------------------------- | --------------------- |
| Num                                                 | Coureur                     | Pos                   |
| 121                                                 | Tim Merlier (BEL) (route)   | 79e                   |
| 122                                                 | Ayco Bastiaens (BEL)        | 103e                  |
| 123                                                 | Josef Černý (CZE)           | 108e                  |
| 124                                                 | Pascal Eenkhoorn (NED)      | 30e                   |
| 125                                                 | William Junior Lecerf (BEL) | 8e                    |
| 126                                                 | Casper Pedersen (DEN)       | 75e                   |
| 127                                                 | Bert Van Lerberghe (BEL)    | 94e                   |
| Directeur sportif : Klaas Lodewyck, Geert Van Bondt |                             |                       |

| Team Jayco AlUla JAY                                  | Team Jayco AlUla JAY            | Team Jayco AlUla JAY |
| ----------------------------------------------------- | ------------------------------- | -------------------- |
| Num                                                   | Coureur                         | Pos                  |
| 131                                                   | Dylan Groenewegen (NED) (route) | NP-6                 |
| 132                                                   | Robert Donaldson (GBR)          | 67e                  |
| 133                                                   | Luke Durbridge (AUS) (route)    | 43e                  |
| 134                                                   | Chris Harper (AUS)              | NP-1                 |
| 135                                                   | Luka Mezgec (SLO)               | 96e                  |
| 136                                                   | Elmar Reinders (NED)            | 83e                  |
| 137                                                   | Max Walscheid (GER)             | 45e                  |
| Directeur sportif : Tristan Hoffman, David McPartland |                                 |                      |

| Team Picnic-PostNL TPP                         | Team Picnic-PostNL TPP     | Team Picnic-PostNL TPP |
| ---------------------------------------------- | -------------------------- | ---------------------- |
| Num                                            | Coureur                    | Pos                    |
| 141                                            | Fabio Jakobsen (NED)       | 105e                   |
| 142                                            | Tobias Lund Andresen (DEN) | 57e                    |
| 143                                            | Alexander Edmondson (AUS)  | 64e                    |
| 144                                            | Enzo Leijnse (NED)         | 95e                    |
| 145                                            | Niklas Märkl (GER)         | 63e                    |
| 146                                            | Oscar Onley (GBR)          | 5e                     |
| 147                                            | Julius van den Berg (NED)  | 109e                   |
| Directeur sportif : Roy Curvers, Joey van Rhee |                            |                        |

| Team Visma \| Lease a Bike TVL               | Team Visma \| Lease a Bike TVL | Team Visma \| Lease a Bike TVL |
| -------------------------------------------- | ------------------------------ | ------------------------------ |
| Num                                          | Coureur                        | Pos                            |
| 151                                          | Olav Kooij (NED)               | NP-2                           |
| 152                                          | Niklas Behrens (GER)           | AB-7                           |
| 153                                          | Thomas Gloag (GBR)             | AB-4                           |
| 154                                          | Bart Lemmen (NED)              | 23e                            |
| 155                                          | Daniel McLay (GBR)             | AB-7                           |
| 156                                          | Tosh Van der Sande (BEL)       | 55e                            |
| 157                                          | Julien Vermote (BEL)           | NP-2                           |
| Directeur sportif : Marc Reef, Jesper Mørkøv |                                |                                |

| Tudor Pro Cycling Team TUD                       | Tudor Pro Cycling Team TUD     | Tudor Pro Cycling Team TUD |
| ------------------------------------------------ | ------------------------------ | -------------------------- |
| Num                                              | Coureur                        | Pos                        |
| 161                                              | Michael Storer (AUS)           | 15e                        |
| 162                                              | Sebastian Kolze Changizi (DEN) | 117e                       |
| 163                                              | Arvid de Kleijn (NED)          | AB-7                       |
| 164                                              | Arthur Kluckers (LUX)          | 100e                       |
| 165                                              | Alexander Krieger (GER)        | 115e                       |
| 166                                              | Hannes Wilksch (GER)           | 38e                        |
| 167                                              | Maikel Zijlaard (NED)          | AB-7                       |
| Directeur sportif : Marcel Sieberg, Boris Zimine |                                |                            |

| UAE Team Emirates XRG UAD                         | UAE Team Emirates XRG UAD   | UAE Team Emirates XRG UAD |
| ------------------------------------------------- | --------------------------- | ------------------------- |
| Num                                               | Coureur                     | Pos                       |
| 171                                               | Tadej Pogačar (SLO) (route) | 1er                       |
| 172                                               | Mikkel Bjerg (DEN)          | 112e                      |
| 173                                               | Rune Herregodts (BEL)       | 48e                       |
| 174                                               | Sebastián Molano (COL)      | NP-2                      |
| 175                                               | Domen Novak (SLO) (route)   | 76e                       |
| 176                                               | Florian Vermeersch (BEL)    | 70e                       |
| 177                                               | Jay Vine (AUS)              | 14e                       |
| Directeur sportif : Andrej Hauptman, Yousif Mirza |                             |                           |

| VF Group-Bardiani CSF-Faizanè VBF                        | VF Group-Bardiani CSF-Faizanè VBF | VF Group-Bardiani CSF-Faizanè VBF |
| -------------------------------------------------------- | --------------------------------- | --------------------------------- |
| Num                                                      | Coureur                           | Pos                               |
| 181                                                      | Filippo Fiorelli (ITA)            | 114e                              |
| 182                                                      | Federico Biagini (ITA)            | AB-6                              |
| 183                                                      | Lorenzo Conforti (ITA)            | 111e                              |
| 184                                                      | Alessandro Pinarello (ITA)        | 19e                               |
| 185                                                      | Mattia Pinazzi (ITA)              | 106e                              |
| 186                                                      | Manuele Tarozzi (ITA)             | 98e                               |
| 187                                                      | Enrico Zanoncello (ITA)           | 87e                               |
| Directeur sportif : Alessandro Donati, Roberto Reverberi |                                   |                                   |

| XDS Astana Team XAT                              | XDS Astana Team XAT           | XDS Astana Team XAT |
| ------------------------------------------------ | ----------------------------- | ------------------- |
| Num                                              | Coureur                       | Pos                 |
| 191                                              | Sergio Higuita (COL)          | NP-5                |
| 192                                              | Aaron Gate (NZL)              | 54e                 |
| 193                                              | Florian Samuel Kajamini (ITA) | 22e                 |
| 194                                              | Matteo Malucelli (ITA)        | NP-7                |
| 195                                              | Ide Schelling (NED)           | 66e                 |
| 196                                              | Su Haoyu (CHN)                | 88e                 |
| 197                                              | Harold Tejada (COL)           | 9e                  |
| Directeur sportif : Mark Renshaw, Peter Kennaugh |                               |                     |

| Lotto LTD                       | Lotto LTD                    | Lotto LTD |
| ------------------------------- | ---------------------------- | --------- |
| Num                             | Coureur                      | Pos       |
| 1                               | Lennert Van Eetvelt (BEL)    | 11e       |
| 2                               | Lars Craps (BEL)             | NP-6      |
| 3                               | Logan Currie (NZL)           | 85e       |
| 4                               | Steffen De Schuyteneer (BEL) | 69e       |
| 5                               | Lionel Taminiaux (BEL)       | 107e      |
| 6                               | Reuben Thompson (NZL)        | 44e       |
| 7                               | Jonas Gregaard Wilsly (DEN)  | 104e      |
| Directeur sportif : Mario Aerts |                              |           |

| Alpecin-Deceuninck ADC                               | Alpecin-Deceuninck ADC      | Alpecin-Deceuninck ADC |
| ---------------------------------------------------- | --------------------------- | ---------------------- |
| Num                                                  | Coureur                     | Pos                    |
| 11                                                   | Jasper Philipsen (BEL)      | 77e                    |
| 12                                                   | Ramses Debruyne (BEL)       | 41e                    |
| 13                                                   | Silvan Dillier (SUI)        | 80e                    |
| 14                                                   | Robbe Ghys (BEL)            | 68e                    |
| 15                                                   | Timo Kielich (BEL)          | 49e                    |
| 16                                                   | Johan Price-Pejtersen (DEN) | 113e                   |
| 17                                                   | Jonas Rickaert (BEL)        | 53e                    |
| Directeur sportif : Jens Keukeleire, Gianni Meersman |                             |                        |

| Bahrain Victorious TBV                                | Bahrain Victorious TBV   | Bahrain Victorious TBV |
| ----------------------------------------------------- | ------------------------ | ---------------------- |
| Num                                                   | Coureur                  | Pos                    |
| 21                                                    | Pello Bilbao (ESP)       | 3e                     |
| 22                                                    | Rainer Kepplinger (AUT)  | 13e                    |
| 23                                                    | Daniel Skerl (ITA)       | 97e                    |
| 24                                                    | Phil Bauhaus (GER)       | 71e                    |
| 25                                                    | Andrea Pasqualon (ITA)   | 59e                    |
| 26                                                    | Torstein Træen (NOR)     | AB-7                   |
| 27                                                    | Max van der Meulen (NED) | 37e                    |
| Directeur sportif : Neil Stephens, Ioánnis Tamourídis |                          |                        |

| Decathlon-AG2R La Mondiale DAT                     | Decathlon-AG2R La Mondiale DAT | Decathlon-AG2R La Mondiale DAT |
| -------------------------------------------------- | ------------------------------ | ------------------------------ |
| Num                                                | Coureur                        | Pos                            |
| 31                                                 | Bruno Armirail (FRA)           | 20e                            |
| 32                                                 | Stefan Bissegger (SUI)         | 81e                            |
| 33                                                 | Geoffrey Bouchard (FRA)        | 34e                            |
| 34                                                 | Felix Gall (AUT)               | 18e                            |
| 35                                                 | Rasmus Søjberg (DEN)           | 86e                            |
| 36                                                 | Gianluca Pollefliet (BEL)      | 110e                           |
| 37                                                 | Paul Seixas (FRA)              | NP-6                           |
| Directeur sportif : Cyril Dessel, Artūras Kasputis |                                |                                |

| EF Education-EasyPost EFE                      | EF Education-EasyPost EFE | EF Education-EasyPost EFE |
| ---------------------------------------------- | ------------------------- | ------------------------- |
| Num                                            | Coureur                   | Pos                       |
| 41                                             | Esteban Chaves (COL)      | 25e                       |
| 42                                             | Hugh Carthy (GBR)         | 62e                       |
| 43                                             | Alastair Mackellar (AUS)  | 40e                       |
| 44                                             | Sean Quinn (USA) (route)  | NP-3                      |
| 45                                             | Jack Rootkin-Gray (GBR)   | AB-7                      |
| 46                                             | Georg Steinhauser (GER)   | 12e                       |
| 47                                             | Jardi van der Lee (NED)   | 73e                       |
| Directeur sportif : Tom Southam, Ken Vanmarcke |                           |                           |

| Ineos Grenadiers IGD                               | Ineos Grenadiers IGD          | Ineos Grenadiers IGD |
| -------------------------------------------------- | ----------------------------- | -------------------- |
| Num                                                | Coureur                       | Pos                  |
| 51                                                 | Joshua Tarling (GBR) (chrono) | 21e                  |
| 52                                                 | Jonathan Castroviejo (ESP)    | 50e                  |
| 53                                                 | Kim Heiduk (GER)              | 65e                  |
| 54                                                 | Victor Langellotti (MON)      | NP-6                 |
| 55                                                 | Michael Leonard (CAN)         | 74e                  |
| 56                                                 | Carlos Rodríguez (ESP)        | NP-7                 |
| 57                                                 | Ben Swift (GBR)               | 46e                  |
| Directeur sportif : Leonardo Basso, Oliver Cookson |                               |                      |

| Intermarché-Wanty IWA                                    | Intermarché-Wanty IWA | Intermarché-Wanty IWA |
| -------------------------------------------------------- | --------------------- | --------------------- |
| Num                                                      | Coureur               | Pos                   |
| 61                                                       | Gerben Kuypers (BEL)  | 58e                   |
| 62                                                       | Kevin Colleoni (ITA)  | 35e                   |
| 63                                                       | Kobe Goossens (BEL)   | 27e                   |
| 64                                                       | Simone Petilli (ITA)  | 42e                   |
| 65                                                       | Adrien Petit (FRA)    | AB-7                  |
| 66                                                       | Gerben Thijssen (BEL) | 89e                   |
| 67                                                       | Gijs Van Hoecke (BEL) | 56e                   |
| Directeur sportif : Steven De Neef, Pieter Vanspeybrouck |                       |                       |

| Israel-Premier Tech IPT                             | Israel-Premier Tech IPT            | Israel-Premier Tech IPT |
| --------------------------------------------------- | ---------------------------------- | ----------------------- |
| Num                                                 | Coureur                            | Pos                     |
| 71                                                  | Christopher Froome (GBR)           | AB-7                    |
| 72                                                  | Pier-André Côté (CAN)              | 39e                     |
| 73                                                  | Jan Hirt (CZE)                     | 36e                     |
| 74                                                  | Oded Kogut (ISR) (route et chrono) | 101e                    |
| 75                                                  | Alexey Lutsenko (KAZ)              | 28e                     |
| 76                                                  | Nadav Raisberg (ISR)               | 47e                     |
| 77                                                  | Matthew Riccitello (USA)           | 17e                     |
| Directeur sportif : Alexander Cataford, Dror Pekatz |                                    |                         |

| Lidl-Trek LTK                                   | Lidl-Trek LTK                          | Lidl-Trek LTK |
| ----------------------------------------------- | -------------------------------------- | ------------- |
| Num                                             | Coureur                                | Pos           |
| 81                                              | Giulio Ciccone (ITA)                   | 2e            |
| 82                                              | Simone Consonni (ITA)                  | 102e          |
| 83                                              | Amanuel Ghebreigzabhier (ERI) (chrono) | 72e           |
| 84                                              | Daan Hoole (NED)                       | 33e           |
| 85                                              | Patrick Konrad (AUT)                   | 10e           |
| 86                                              | Jonathan Milan (ITA)                   | 78e           |
| 87                                              | Edward Theuns (BEL)                    | 90e           |
| Directeur sportif : Adriano Baffi, Grégory Rast |                                        |               |

| Movistar Team MOV                 | Movistar Team MOV      | Movistar Team MOV |
| --------------------------------- | ---------------------- | ----------------- |
| Num                               | Coureur                | Pos               |
| 91                                | Einer Rubio (COL)      | 16e               |
| 92                                | William Barta (USA)    | 32e               |
| 93                                | Pablo Castrillo (ESP)  | 7e                |
| 94                                | Davide Cimolai (ITA)   | 93e               |
| 95                                | Fernando Gaviria (COL) | NP-6              |
| 96                                | Manlio Moro (ITA)      | 84e               |
| 97                                | Iván Romeo (ESP)       | 4e                |
| Directeur sportif : Pablo Lastras |                        |                   |

| Red Bull-Bora-Hansgrohe RBH                        | Red Bull-Bora-Hansgrohe RBH      | Red Bull-Bora-Hansgrohe RBH |
| -------------------------------------------------- | -------------------------------- | --------------------------- |
| Num                                                | Coureur                          | Pos                         |
| 101                                                | Finn Fisher-Black (NZL) (chrono) | 6e                          |
| 102                                                | Filip Maciejuk (POL)             | 82e                         |
| 103                                                | Ryan Mullen (IRL)                | 51e                         |
| 104                                                | Anton Palzer (GER)               | 31e                         |
| 105                                                | Danny van Poppel (NED)           | 61e                         |
| 106                                                | Sam Welsford (AUS)               | 99e                         |
| 107                                                | Ben Zwiehoff (GER)               | 24e                         |
| Directeur sportif : Shane Archbold, Gregor Gazvoda |                                  |                             |

| Team Solution Tech-Vini Fantini TFT | Team Solution Tech-Vini Fantini TFT | Team Solution Tech-Vini Fantini TFT |
| ----------------------------------- | ----------------------------------- | ----------------------------------- |
| Num                                 | Coureur                             | Pos                                 |
| 111                                 | Kristian Sbaragli (ITA)             | 52e                                 |
| 112                                 | Đorđe Đurić (SRB)                   | 116e                                |
| 113                                 | Filippo Fortin (ITA)                | 91e                                 |
| 114                                 | Roberto González (PAN)              | 29e                                 |
| 115                                 | Lorenzo Quartucci (ITA)             | 26e                                 |
| 116                                 | Dušan Rajović (SRB)                 | 92e                                 |
| 117                                 | Carlos Samudio (PAN)                | 60e                                 |
| Directeur sportif : Serge Parsani   |                                     |                                     |

| Soudal Quick-Step SOQ                               | Soudal Quick-Step SOQ       | Soudal Quick-Step SOQ |
| --------------------------------------------------- | --------------------------- | --------------------- |
| Num                                                 | Coureur                     | Pos                   |
| 121                                                 | Tim Merlier (BEL) (route)   | 79e                   |
| 122                                                 | Ayco Bastiaens (BEL)        | 103e                  |
| 123                                                 | Josef Černý (CZE)           | 108e                  |
| 124                                                 | Pascal Eenkhoorn (NED)      | 30e                   |
| 125                                                 | William Junior Lecerf (BEL) | 8e                    |
| 126                                                 | Casper Pedersen (DEN)       | 75e                   |
| 127                                                 | Bert Van Lerberghe (BEL)    | 94e                   |
| Directeur sportif : Klaas Lodewyck, Geert Van Bondt |                             |                       |

| Team Jayco AlUla JAY                                  | Team Jayco AlUla JAY            | Team Jayco AlUla JAY |
| ----------------------------------------------------- | ------------------------------- | -------------------- |
| Num                                                   | Coureur                         | Pos                  |
| 131                                                   | Dylan Groenewegen (NED) (route) | NP-6                 |
| 132                                                   | Robert Donaldson (GBR)          | 67e                  |
| 133                                                   | Luke Durbridge (AUS) (route)    | 43e                  |
| 134                                                   | Chris Harper (AUS)              | NP-1                 |
| 135                                                   | Luka Mezgec (SLO)               | 96e                  |
| 136                                                   | Elmar Reinders (NED)            | 83e                  |
| 137                                                   | Max Walscheid (GER)             | 45e                  |
| Directeur sportif : Tristan Hoffman, David McPartland |                                 |                      |

| Team Picnic-PostNL TPP                         | Team Picnic-PostNL TPP     | Team Picnic-PostNL TPP |
| ---------------------------------------------- | -------------------------- | ---------------------- |
| Num                                            | Coureur                    | Pos                    |
| 141                                            | Fabio Jakobsen (NED)       | 105e                   |
| 142                                            | Tobias Lund Andresen (DEN) | 57e                    |
| 143                                            | Alexander Edmondson (AUS)  | 64e                    |
| 144                                            | Enzo Leijnse (NED)         | 95e                    |
| 145                                            | Niklas Märkl (GER)         | 63e                    |
| 146                                            | Oscar Onley (GBR)          | 5e                     |
| 147                                            | Julius van den Berg (NED)  | 109e                   |
| Directeur sportif : Roy Curvers, Joey van Rhee |                            |                        |

| Team Visma \| Lease a Bike TVL               | Team Visma \| Lease a Bike TVL | Team Visma \| Lease a Bike TVL |
| -------------------------------------------- | ------------------------------ | ------------------------------ |
| Num                                          | Coureur                        | Pos                            |
| 151                                          | Olav Kooij (NED)               | NP-2                           |
| 152                                          | Niklas Behrens (GER)           | AB-7                           |
| 153                                          | Thomas Gloag (GBR)             | AB-4                           |
| 154                                          | Bart Lemmen (NED)              | 23e                            |
| 155                                          | Daniel McLay (GBR)             | AB-7                           |
| 156                                          | Tosh Van der Sande (BEL)       | 55e                            |
| 157                                          | Julien Vermote (BEL)           | NP-2                           |
| Directeur sportif : Marc Reef, Jesper Mørkøv |                                |                                |

| Tudor Pro Cycling Team TUD                       | Tudor Pro Cycling Team TUD     | Tudor Pro Cycling Team TUD |
| ------------------------------------------------ | ------------------------------ | -------------------------- |
| Num                                              | Coureur                        | Pos                        |
| 161                                              | Michael Storer (AUS)           | 15e                        |
| 162                                              | Sebastian Kolze Changizi (DEN) | 117e                       |
| 163                                              | Arvid de Kleijn (NED)          | AB-7                       |
| 164                                              | Arthur Kluckers (LUX)          | 100e                       |
| 165                                              | Alexander Krieger (GER)        | 115e                       |
| 166                                              | Hannes Wilksch (GER)           | 38e                        |
| 167                                              | Maikel Zijlaard (NED)          | AB-7                       |
| Directeur sportif : Marcel Sieberg, Boris Zimine |                                |                            |

| UAE Team Emirates XRG UAD                         | UAE Team Emirates XRG UAD   | UAE Team Emirates XRG UAD |
| ------------------------------------------------- | --------------------------- | ------------------------- |
| Num                                               | Coureur                     | Pos                       |
| 171                                               | Tadej Pogačar (SLO) (route) | 1er                       |
| 172                                               | Mikkel Bjerg (DEN)          | 112e                      |
| 173                                               | Rune Herregodts (BEL)       | 48e                       |
| 174                                               | Sebastián Molano (COL)      | NP-2                      |
| 175                                               | Domen Novak (SLO) (route)   | 76e                       |
| 176                                               | Florian Vermeersch (BEL)    | 70e                       |
| 177                                               | Jay Vine (AUS)              | 14e                       |
| Directeur sportif : Andrej Hauptman, Yousif Mirza |                             |                           |

| VF Group-Bardiani CSF-Faizanè VBF                        | VF Group-Bardiani CSF-Faizanè VBF | VF Group-Bardiani CSF-Faizanè VBF |
| -------------------------------------------------------- | --------------------------------- | --------------------------------- |
| Num                                                      | Coureur                           | Pos                               |
| 181                                                      | Filippo Fiorelli (ITA)            | 114e                              |
| 182                                                      | Federico Biagini (ITA)            | AB-6                              |
| 183                                                      | Lorenzo Conforti (ITA)            | 111e                              |
| 184                                                      | Alessandro Pinarello (ITA)        | 19e                               |
| 185                                                      | Mattia Pinazzi (ITA)              | 106e                              |
| 186                                                      | Manuele Tarozzi (ITA)             | 98e                               |
| 187                                                      | Enrico Zanoncello (ITA)           | 87e                               |
| Directeur sportif : Alessandro Donati, Roberto Reverberi |                                   |                                   |

| XDS Astana Team XAT                              | XDS Astana Team XAT           | XDS Astana Team XAT |
| ------------------------------------------------ | ----------------------------- | ------------------- |
| Num                                              | Coureur                       | Pos                 |
| 191                                              | Sergio Higuita (COL)          | NP-5                |
| 192                                              | Aaron Gate (NZL)              | 54e                 |
| 193                                              | Florian Samuel Kajamini (ITA) | 22e                 |
| 194                                              | Matteo Malucelli (ITA)        | NP-7                |
| 195                                              | Ide Schelling (NED)           | 66e                 |
| 196                                              | Su Haoyu (CHN)                | 88e                 |
| 197                                              | Harold Tejada (COL)           | 9e                  |
| Directeur sportif : Mark Renshaw, Peter Kennaugh |                               |                     |